# Svratouch
Svratouch är en ort i Tjeckien.   Den ligger i regionen Pardubice, i den centrala delen av landet, 120 km öster om huvudstaden Prag. Svratouch ligger 657 meter över havet och antalet invånare är 901.
Terrängen runt Svratouch är varierad, och sluttar norrut. Runt Svratouch är det ganska glesbefolkat, med 30 invånare per kvadratkilometer. Närmaste större samhälle är Hlinsko, 10,0 km väster om Svratouch. I omgivningarna runt Svratouch växer i huvudsak barrskog.